# ويليام دي كامارغو
ويليام دي كامارغو هو لاعب كرة قدم برازيلي في مركز نصف الجناح، ولد في 27 فبراير 1999 في البرازيل. لعب مع نادي ليغانيس.

## وصلات خارجية
- ويليام دي كامارغو على موقع قاعدة بيانات كرة القدم.إي يو (الإنجليزية)
- ويليام دي كامارغو على موقع Soccerway.com (الإنجليزية)